# Maggie Lloyd Williams
Maggie Lloyd Williams (Fort Victoria, 3 ottobre 1975) è un'attrice zimbabwese.

## Biografia
Nata a Fort Victoria (l'odierna Masvingo) nello Zimbabwe, attualmente vive a lavora in Inghilterra.

## Filmografia

### Attrice
- Dirty Work (serie televisiva) (2000) - (serie TV 1 episodio)
- The Low Down (2000)
- The Glass (2001) - (serie TV 2 episodi)
- Sirens (film 2002) (2002) - (film TV)
- Testimoni silenziosi (Silent Witness) (2002) - (serie TV 2 episodi)
- The Vice (2003) - (serie TV 1 episodio)
- Red Cap (2003-2004) - (serie TV 12 episodi)
- Doctors (2005) - (serie TV 1 episodio)
- La legge di Murphy (serie televisiva) (Murphy's Law) (2005) - (serie TV 3 episodi)
- EastEnders (2005) - (serie TV 1 episodio)
- Casualty (2001-2006) - (serie TV 4 episodi)
- Metropolitan Police (The Bill) (2005-2007) - (serie TV 2 episodi)
- Diario di una squillo perbene (Secret Diary of a Call Girl) (2007) - (serie TV 2 episodi)